# Voere AM 180 Automat
Die Voere AM 180 Automat war die weltweit erste Handfeuerwaffe mit Laserzielgerät.

## Beschreibung
Die Voere AM 180 Automat ist eine Maschinenpistole, die mit einem hölzernen Anschlag-, Knauf- sowie einem abnehmbaren Vorderschaft versehen ist. Zum Einsatz bei Tageslicht wird der Laser durch einen Holzschaft ersetzt. Dadurch kann nach dem Entfernen des Laserzielgerätes der Lauf zur Stabilisierung beim Feuern mit der Hand gehalten werden, da die Hand vor dem heißen Lauf geschützt wird. Die Munitionszuführung erfolgt über ein Tellermagazin, das oben auf der Waffe angebracht ist. Es kann eine Ladung bis zu 275 Patronen tragen. Sie wurde von dem US-amerikanischen Waffendesigner Richard Casull um 1960 entwickelt und zur Verbesserung an die österreichische Fa. Voere Präzisionstechnik GmbH aus Kufstein, Tirol übergeben. Mit Ausnahme des Laserzielgerätes wurde die Waffe bei Voere bis 1972 zur Serienreife entwickelt und anfangs auch produziert.
Die AM 180 war als schnelle Antwort auf das Olympia-Attentat von München im Jahr 1972 gedacht. 1974 ging sie in die Serienproduktion. Die Waffe wurde zuerst aus Österreich importiert und später von den US-amerikanischen Unternehmen Illinois Arms Company, Inc. und American Arms International in den USA hergestellt. Das Laserzielgerät bietet dem Präzisionsschützen mit seinem batteriebetriebenen roten Laser eine Rückmeldung über die genaue Lage des ausgewählten Zieles im Visier. Die Voere AM 180 bietet zwei Feuermodi: Einzelfeuer und Dauerfeuer. Bedingt durch die Bauweise und die Munitionsart sind sehr hohe Feuergeschwindigkeiten bis zu 1200 Schuss pro Minute möglich. Durch das kleine Kaliber .22lfb und eine schwache Treibladung entsteht ein für den Schützen kaum merklicher Rückschlag, so dass das Schussbild sehr gebündelt ausfällt und auch die Lärmentwicklung gering gehalten wird.